# 塔额盆地
塔额盆地位于中国新疆维吾尔自治区西北部，是新疆重要的农牧业资源区。盆地西北面与哈萨克斯坦接壤，地势南北高、中部低，呈喇叭状向西敞开。总面积约为8,300平方公里，海拔范围在400米至3,248米之间。盆地内的库鲁斯台草原是中国第二大连片草原。